# 悪魔的儀式虐待
悪魔的儀式虐待（あくまてきぎしきぎゃくたい、英語: Satanic Ritual Abuse, 略称: SRA）とは、悪魔崇拝者の儀式に子供たちが供されて性的・肉体的に虐待されたとする事件で、1980年代に全米各地で告発が相次いだ。
アメリカ合衆国では、何万人もの子供達が悪魔崇拝者らによって虐待され、殺害されていると考える人が少なくなかった。現在もそのような認識を持つアメリカ人は少なくないが、FBIなどの統計上は、そのような事実は認められない。FBIは結局国内で悪魔崇拝者らが幅広く虐待を行っているという事実はないと結論を下している。これはアメリカの特に宗教に熱心な地域社会で広まったものであるということで、悪魔崇拝者のレッテルを貼られた者に対する文字通りの現代の魔女狩りに過ぎなかったとしている。
1983年のマクマーティン保育園事件でもこの悪魔崇拝者らの儀式的な性的虐待が話題となったが、全員無罪となった。また、抑圧された記憶を回復記憶療法により思い出した人たちの中にも悪魔的儀式で虐待されたという記憶を持つ人が少なくなかったが、1990年代に親による近親姦の話題の絡みで虚偽記憶の主張がなされ、こういった話がセラピストの催眠により作られた記憶であった可能性があるとして、多くの人が一般にこういったことが行われているという自説を撤回せざるを得なくなった。
2017年に匿名掲示板4chanを舞台に広まった右派陰謀論のQAnonは、悪魔的儀式虐待の典型的な主張を多く取り入れている。虐待が行われるとされる場所は、1980年代から1990年代のパニックで主張された保育園などから、リベラルなハリウッド俳優、民主党政治家、高位の官僚などによる悪魔崇拝者の秘密結社（カバール）へと変わっている。